# Hertugen af Guises Mord
Hertugen af Guises Mord er en fransk stumfilm fra 1908 af Charles le Bargy og André Calmettes.

## Medvirkende
- Charles Le Bargy som Henry III
- Albert Lambert
- Gabrielle Robinne som Marquise de Noirmoutier
- Berthe Bovy
- Jean Angelo